# Пересмешник (созвездие)

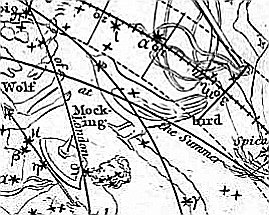

Пересмешник (англ. Mockingbird) — отменённое созвездие южного полушария неба. Предложено Томасом Юнгом в 1807 году. Латинского названия автор созвездию не присвоил.
Созвездие располагалось между Гидрой и Весами, на месте также устаревшего созвездия Одинокий Дрозд или Сова.
У Джона Хилла на этом месте находилось созвездие Жаба.
Созвездие не пользовалось популярностью среди астрономов. Его нет в современном официальном списке созвездий, составленном Международным астрономическим союзом.